# Sofia Quintino
Sofia Quintino (Lamas, Cadaval, 23 de maio de 1879 - Carnaxide, Oeiras, 8 de julho de 1964) foi uma médica, defensora dos direitos das mulheres e activista pacifista e republicana portuguesa. Conhecida como uma das primeiras mulheres portuguesas a licenciar-se em Medicina, durante a sua vida desempenhou também um importante papel no desenvolvimento do serviço secular de enfermagem e na introdução da fisioterapia em Portugal.

## Biografia
Sophia da Conceição Quintino, conhecida por Sofia Quintino, nasceu a 23 de maio de 1879, em Lamas, concelho de Cadaval.

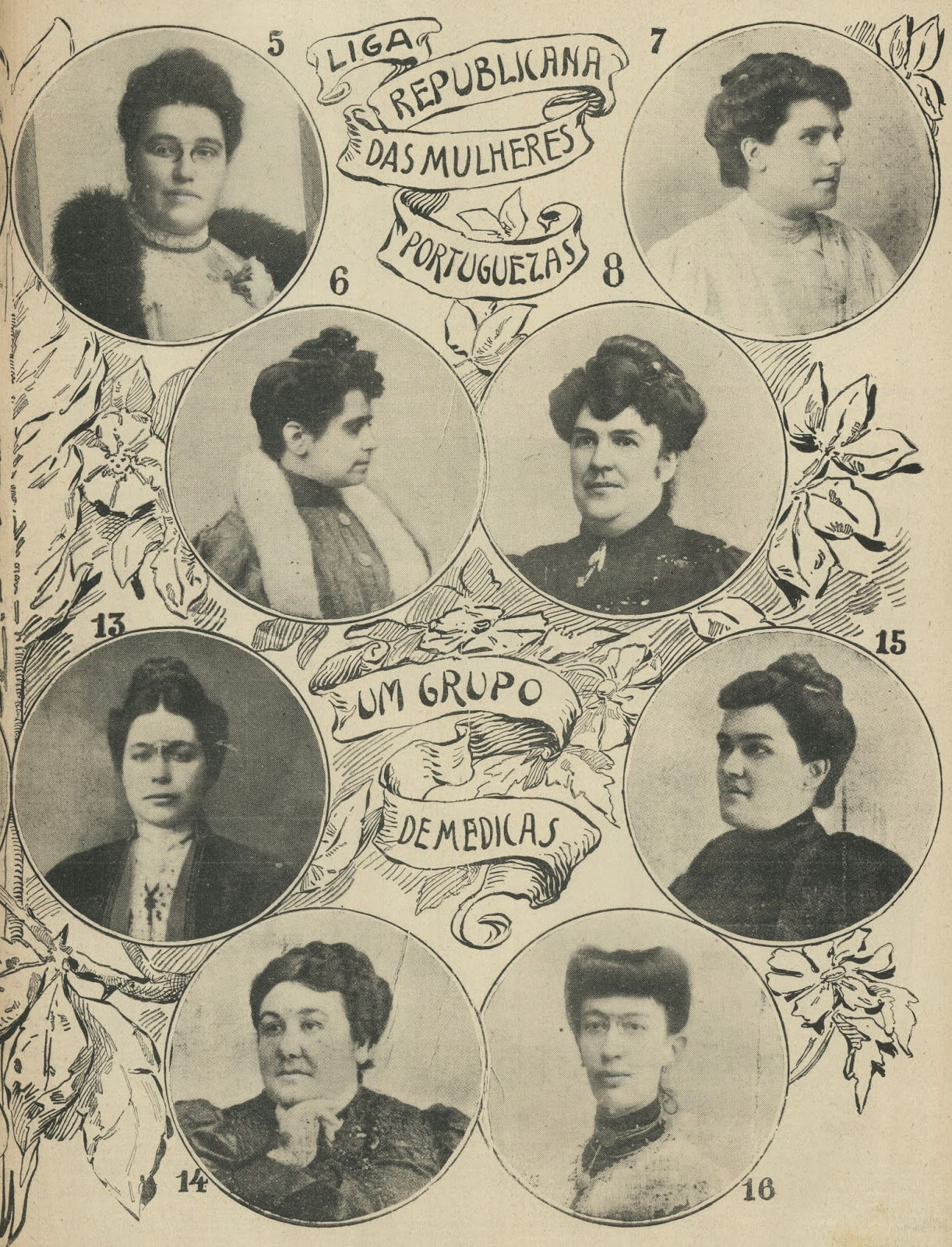
Suplemento do Jornal O Século (1910-05-12) sobre as sufragistas da Liga Republicana das Mulheres Portuguesas (5. Ana de Castro Osório; 6. Maria Veleda; 7. Beatriz Paes Pinheiro Lemos; 8. Maria Clara Correia Alves; 13. Sofia Quintino; 14. Adeleide Cabete; 15. Carolina Beatriz Ângelo; 16. Carmo Joaquina Lopes)

Frequentou a Escola Médico-Cirúrgica de Lisboa, instituição que viria a se tornar na Faculdade de Medicina da Universidade de Lisboa anos mais tarde, cruzando-se com as colegas de profissão e futuras activistas sufragistas Adelaide Cabete e Carolina Beatriz Ângelo. Após terminar o curso em 1905, com a tese intitulada "Algumas Palavras Sobre a Sensibilização das Bactérias", começou a trabalhar como assistente no então único laboratório médico de análises clínicas que servia os hospitais públicos da região e, pouco depois, abriu consultório, com outras médicas, na Rua da Palma, nº 206, 1º Esquerdo, no bairro da Mouraria, em Lisboa, exercendo em Medicina Geral e Doenças das Senhoras e Partos.
Ainda antes da Primeira República Portuguesa, Sofia Quintino já tinha aderido aos ideais republicanos e pacifistas, começando a se envolver no activismo social em 1907, quando aderiu ao comité português da associação francesa La Paix et le Désarmement par les Femmes e co-fundou o Grupo Português dos Estudos Feministas, ao lado da escritora Ana de Castro Osório, as médicas Adelaide Cabete e Carolina Beatriz Ângelo e a jornalista e editora Maria Veleda. Apesar da organização feminista, que tinha como objectivo divulgar os ideais da emancipação feminina, apenas ter tido um ano de actividade, tornou-se na base para gerar o desenvolvimento de todos os outros movimentos pelos direitos das mulheres que surgiram em Portugal durante o século XX. 
Pouco após, Sofia Quintino aderiu ao Livre Pensamento e à Liga Republicana das Mulheres Portuguesas (LRMP), publicou artigos de carácter feminista no Jornal das Senhoras e A República, dirigido por Artur Leitão, escreveu material de formação vocacionado para o público feminino e participou em congressos nacionais e internacionais, como o Congresso Nacional do Livre Pensamento em 1908 ou ainda antes o Congresso Internacional de Medicina realizado Lisboa no ano de 1906.
Após a Implantação da República Portuguesa em 1910, como membro da Liga Republicana das Mulheres Portuguesas, a médica cadavalense que sempre defendeu as causas feministas, apoiou publicamente a petição que reclamava a revisão imediata do Código Civil, a aprovação da lei do divórcio e o direito ao voto para as mulheres, entregue pela organização feminista, no dia 27 de novembro do mesmo ano, ao Governo Provisório, não obtendo no entanto o direito ao voto como pretendiam ou havia sido prometido pelo Partido Republicano Português.
Nos anos seguintes, Sofia Quintino foi nomeada para chefe da sexta secção da LRMP e, devido a várias iniciativas que promoviam o ensino e a educação, criadas ou apoiadas pelo regime republicano, começou também a realizar palestras e conferências em vários centros escolares, como no Centro Escolar Republicano Boto Machado ou ainda na Sociedade Promotora de Educação Popular, dando especial atenção a temas como a saúde infantil ou os cuidados infanto-juvenis e médico sanitários, enquanto continuava a exercer como médica no seu consultório.

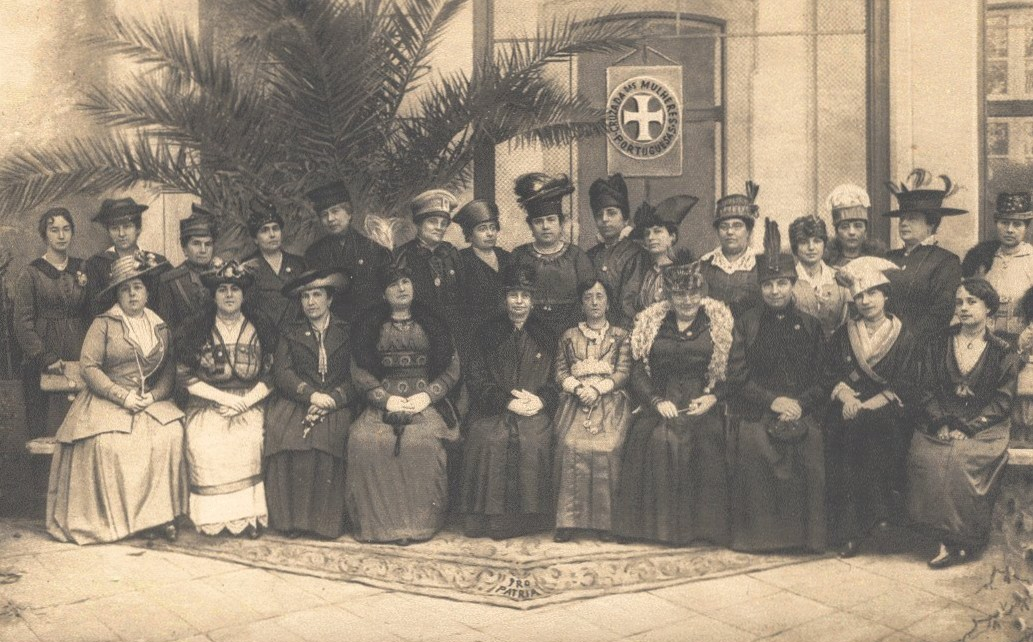
Elementos da Cruzada das Mulheres Portugueses (1916)

Anos mais tarde, com o eclodir da Primeira Guerra Mundial em 1914, defendendo que os cuidados de enfermagem não deveriam estar associados à religião e fazendo frente aos movimentos nacionais de mulheres católicas e monárquicas, como a Assistência das Portuguesas às Vítimas da Guerra formada pela Igreja Católica, que surgiu em apoio aos soldados e feridos de guerra, assim como às suas famílias, nomeadamente na frente de batalha europeia e nas colónias portuguesas, Sofia Quintino juntou-se à organização laica Comissão Feminina "Pela Pátria", fundada nesse mesmo ano. Criada pela sua amiga Ana de Castro Osório, juntamente com as professoras e militantes feministas da Liga Republicana das Mulheres Portuguesas, Ana Augusta de Castilho, Antónia Bermudes e Maria Benedita Mouzinho de Albuquerque Pinho, para além de angariar mantimentos e apelar às mulheres o esforço de guerra, a organização conduziu os primeiros cursos de enfermagem em Portugal que não eram ministrados por e para freiras, graças à iniciativa de Sofia Quintino que coordenou toda a operação.
Dois anos mais tarde, quando Portugal entrou em guerra com a Alemanha em março de 1916, a médica feminista aderiu à então recém criada organização Cruzada das Mulheres Portuguesas, liderada pela Primeira Dama Elzira Dantas Machado, passando a chefiar e formar os centros de formação para as jovens enfermeiras portuguesas que eram preparadas para actuar em cenários de guerra, na frente de combate, auxiliando os militares feridos do Corpo Expedicionário Português, para além de exercerem na retaguarda dos hospitais de campanha ou de recuperação.
Após a guerra, tendo visto os efeitos colaterais e directos desta nos militares e nas vítimas civis feridas, entre 1918 e 1948, Sofia Quintino trabalhou como chefe dos Serviços de Fisioterapia dos hospitais públicos de Lisboa, exercendo ao mesmo tempo funções de médica generalista e professora de liceu, sendo a sua carreira temporariamente interrompida em 1931, quando viajou para França e regressou à universidade, formando-se pouco depois na Faculdade de Medicina da Universidade de Paris. De regresso a Portugal, Sofia Quintino continuou a exercer as suas antigas funções, trabalhou e aprendeu com o professor e médico Dr. João Alberto de Azevedo Neves, e chegou ao posto de directora da secção de cura do lúpus tuberculoso através de tratamento com luz vermelha ou raios Finsen, no Hospital de São José, em Lisboa.
Sofia Quintino faleceu a 8 de julho de 1964 em Carnaxide, Oeiras, aos 85 anos, sem nunca ter casado ou deixado descendência directa.

## Homenagens e Legado
- O seu nome foi dado a uma rua, sendo parte da toponímia, do concelho e vila do Cadaval, sua terra natal.

- A 17 de dezembro de 2011 foi realizada uma cerimónia de homenagem à médica e ativista no Cadaval, onde se plantou um carvalho, árvore associada à república e à liberdade, nas imediações da Biblioteca Municipal, sendo também apresentado no mesmo dia o livro "Republicanas Quase Desconhecidas" da escritora Fina d'Armada, o qual retrata a biografia da homenageada e de mais trinta e duas ativistas de diferentes concelhos portugueses.[20]